# John Francis Norton
John Francis Norton (* 30. Januar 1891 in Lucan, County South Dublin, Irland; † 20. Juni 1963) war römisch-katholischer Bischof von Bathurst (Australien).

## Leben
Norton besuchte Bildungseinrichtungen in Dublin und Limerick und wurde am 20. Juni 1915 zum Priester geweiht.
Kurz darauf begann er eine Tätigkeit in der australischen Diözese Bathurst.
Am 8. März 1926 wurde er zum Koadjutorbischof von Bathurst und Titularbischof von Lunda ernannt. Die Bischofsweihe spendete ihm am 18. April desselben Jahres der Kurienkardinal Wilhelmus Marinus van Rossum, Mitkonsekratoren waren der Kurienerzbischof Francesco Marchetti Selvaggiani und der Bischof von Bathurst, Michael O’Farrell.
Am 3. April 1928 wurde Norton als Nachfolger von Michael O’Farrell Bischof von Bathurst. Er hatte das Amt bis zu seinem Tod am 20. Juni 1963 inne.